# Medosavka hvízdavá
Medosavka hvízdavá (Notiomystis cincta), či také medosavka žlutopásá, maorsky hihi, je malý až středně velký pěvec, jediný zástupce monotypické čeledi Notiomystidae a rodu Notiomystis. Druh byl po většinu 20. století řazen do čeledi kystráčkovití, avšak genetické analýzy z nultých let 21. století potvrdily, že medosavka hvízdavá utváří spíše samostatnou čeleď, jejímž nejbližším příbuzným je čeleď laločníkovitých. Jedná se o endemita Severního ostrova Nového Zélandu. Druh byl původně hojně rozšířen po většině území Severního ostrova, avšak koncem 19. století již přežívala jen poslední populace na Malém bezbariérovém ostrově. Příčiny poklesu nejsou známy, patrně svou roli hrálo buď šíření nemoci, invazivní predátoři (hlavně krysy obecné) nebo úbytek přirozených stanovišť. Od 90. let 20. století byl druh translokován na několik nových stanovišť na novozélandských ostrovech bez predátorů i do vybraných přírodních rezervací na Severním ostrově.
Medosavky hvízdavé se vyznačují silným pohlavním dimorfismem v opeření. Samice je převážně nahnědlých, fádních barev s příčným bílým pruhem přes bázi loketních letek. Samec je mnohem barevnější; jeho hlava a horní část hrudi a hřbetu jsou černé, zbytek těla hraje převážně šedými a hnědými odstíny. Výrazný je u samců tenký, sytě žlutý hrudní límeček a bílé chomáčky peří za očima. Živí se nektarem, ovocem a bezobratlými. Medosavky hvízdavé komplikovaný rozmnožovací systém, který zahrnuje monogamii i různé typy polygamie. Jsou to jediní známí ptáci, kteří občas kopulují tváří v tvář, což je u medosavek hvízdavých nicméně forma vynuceného pohlavního styku.

## Systematika
O druhu se v evropské literární tradici poprvé zmiňuje novozélandský misionář William Yate v roce 1835. Yate se ve své knize An Account of New Zealand zmiňoval mj. o ptácích, které v přírodě pozoroval. K těmto ptákům patřila i medosavka hvízdavá, kterou Yate stručně popsal a připojil i několik vět o biologii druhu. Nedlouho po Yateově popisu byly první kůže ptáků zaslány do Francie a Belgie. Jejich popisu se ujal belgický ornitolog Bernard du Bus de Gisignies, který roku 1839 druh formálně popsal jako Meliphaga cincta, a zařadil jej tedy do rodu australasijských pěvců Meliphaga v rámci čeledi kystráčkovití. Medosavka hvízdavá byla později přeřazena do rodu Notiomystis stále v čeledi kystráčkovitých, kde zůstala po většinu 20. století. V roce 2001 však americká evoluční bioložka Amy C. Driskellová publikovala doktorskou práci, ve které došla k závěru, že medosavka hvízdavá není kystráčkovitý pták. To bylo potvrzeno genetickými daty z roku 2006. V roce 2007 Driskell a kol. konečně publikovali studii DNA, ve které se zabývali vztahy tří novozélandských pěvců, kteří se v té době řadili mezi kystráčkovité. Vedle medosavky hvízdavé to byla medosavka novozélandská (Anthornis melanura) a tui zpěvný (Prosthemadera novaeseelandiae). Ze studie vyplynulo, že zatímco medosavka novozélandská a tui zpěvný jsou úzce příbuzní (tvoří tzv. sesterské taxony), medosavka hvízdavá utváří jasnou samostatnou linii, která je příbuzná spíše laločníkům než kystráčkům. Vzhledem k tomu, že rod Notiomystis se od úzce příbuzného rodu Philesturnus (ve studii reprezentovaného laločníkem sedlatým) oddělil před 29–39 miliony lety, autoři přiřadili medosavce hvízdavé status samostatné čeledi Notiomystidae. Nejbližším příbuzným medosavky hvízdavé jsou laločníkovití (Callaeidae).
Medosavka hvízdavá utváří dva poddruhy s následujícím areálem výskytu:
- N. c. hautura Mathews, 1935 – vyskytuje se přirozeně pouze na Malém bariérovém ostrově (Te Hauturu-o-Toi / Little Barrier Island), poddruh byl nicméně reintrodukován i na Severní ostrov;
- † N. c. cincta (Du Bus de Gisignies, 1839) – vyhynulý poddruh, původně obýval Severní ostrov.

Vybraná dobová vyobrazení
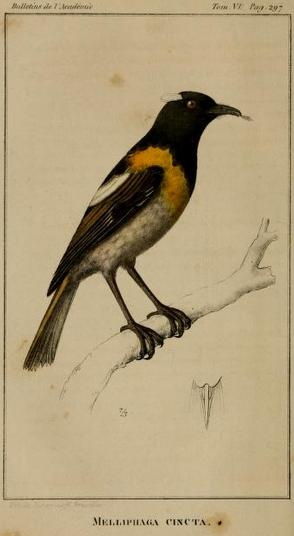
Guillaume Philidor van den Burggraaff, 1839
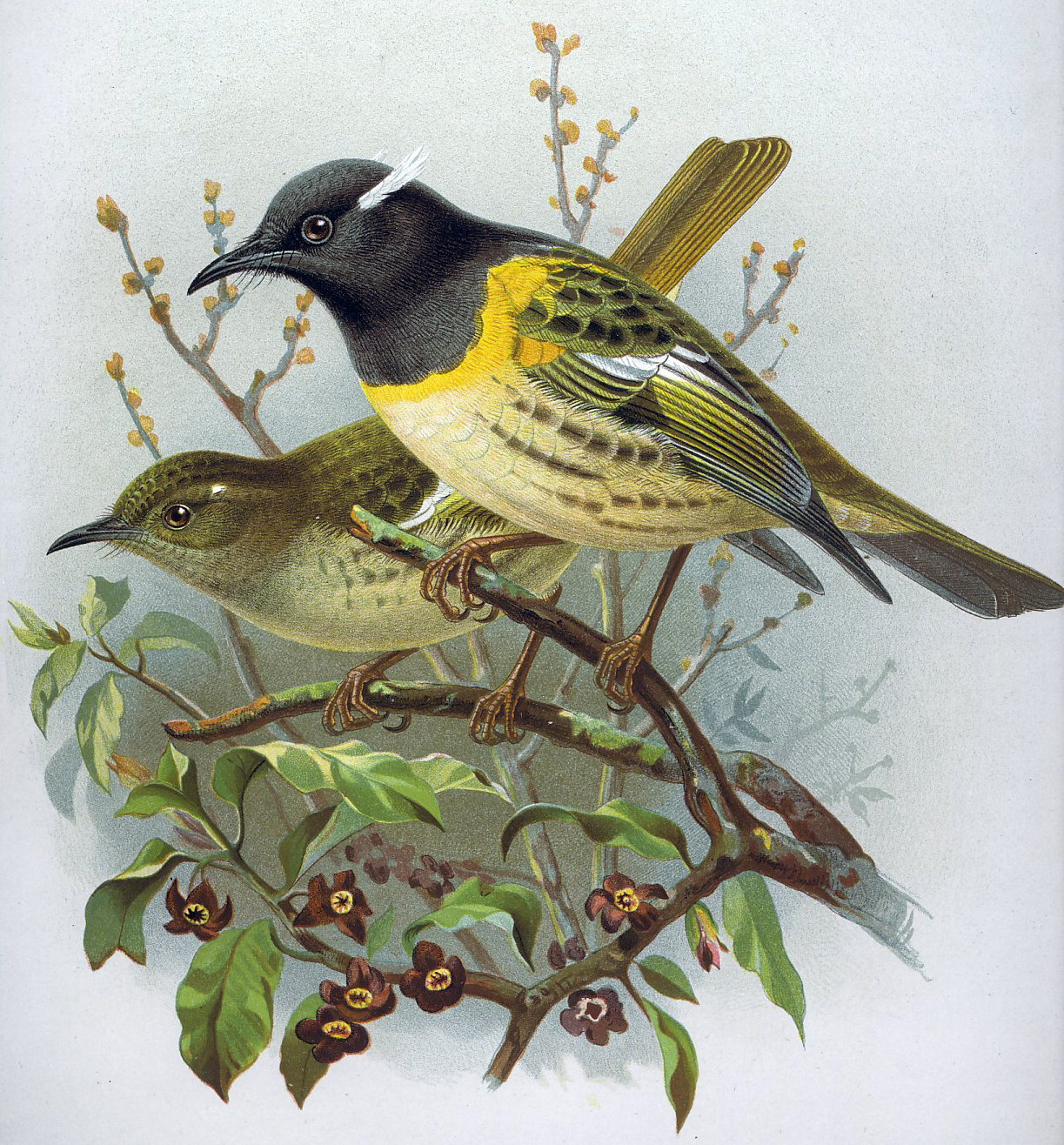
John Gerrard Keulemans, 1887–1888
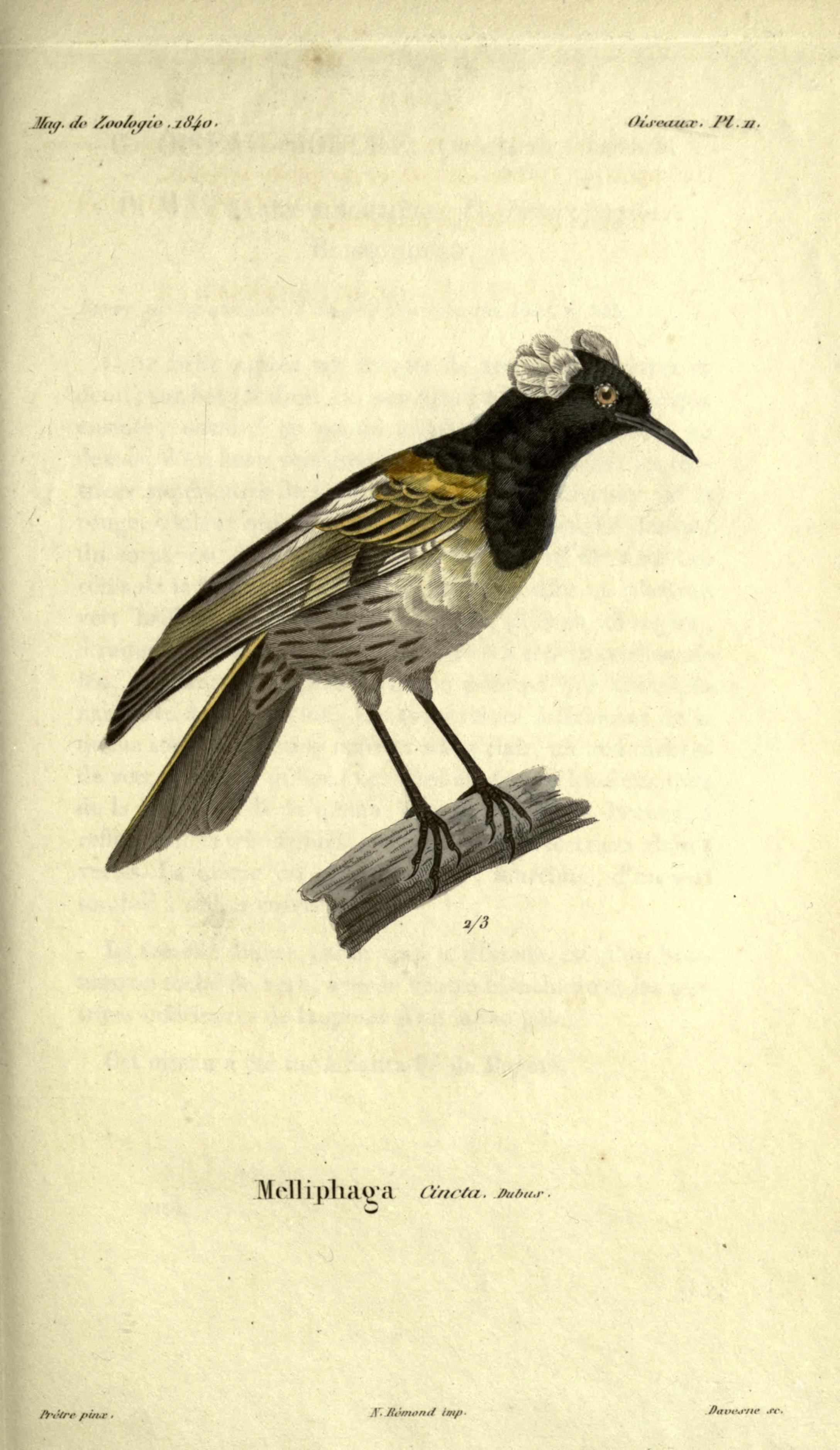
F.-É. Guérin-Méneville, 19. století

Rodové jméno Notiomystis je odvozeno z řeckých slov νότιος („jižní“) a μῠ́στης („mystik“ či „tajemství“), v překladu tedy něco jako „jižní tajemství“, což odkazuje k nejasnému taxonomickému zařazení druhu. Druhové jméno cincta pochází z latinského cinctus („opásaný“), což souvisí se žlutým límcem samců, který odděluje černou hlavu se světlejší spodinou. Nejčastější novodobé maorské jméno druhu zní hihi, nicméně medosavka hvízdavá má v maorštině řadu dalších pojmenování. K těm patří tihi, ihi, tihe, kotihe, tiora, tiheora a tiori. Samci bývali označováni jako kotihe-wera nebo hihi-paka, samice jako hihi-matakiore, mata-kiore nebo tihe-kiore.

## Výskyt a stanoviště
Těžiště výskytu ptáka leží na Malém bariérovém ostrově, který leží u severovýchodního pobřeží Severního ostrova Nového Zélandu. Tamější populace k roku 2013 byla odhadována na 3100 dospělých ptáků, což zhruba odpovídá 4500 jedincům. To se však může rok od roku měnit, jelikož stavy medosavek hvízdavých často fluktuují (viz níže). Část ptáků z Malého bariérového ostrova byla translokována do několika rezervací na Severním ostrově i na několik ostrůvků bez predátorů. Populace na těchto lokalitách se v roce 2021 odhadovala na více než 600 ptáků.

## Popis
Tento středně velký pěvec dosahuje délky těla kolem 18 cm. Samci váží kolem 37 g, samice 30 g. Zobák je krátký, jemných rysů, mírně zahnutý dolů. Pohlavní dimorfismus se vedle větší váhy samců projevuje hlavně v opeření, které je u samců mnohem výraznější. Opeření je celoročně stejné bez sezónních změn.
Samci mají hlavu, šíji, horní stranu hřbetu a většinu hrudi černou, s nápadnými, mírně prodlouženými, bíle zbarvenými chomáčky peří za očima. Na spodní straně hrudi se nachází jasně žlutý, poměrně tenký límec, který pokračuje přes ramena. Tento žlutý límec (který druhu vytvořil synonymum medosavka žlutopásá) odděluje černou horní stranu hrudi od šedé až světle hnědé spodiny. Spodní strana hřbetu je převážně šedočerná, kostřec je olivově hnědý. Svrchní krovky ocasní jsou černohnědé, přičemž ocasní pera mívají žlutě lemované okraje. Spodní krovky ocasní jsou hnědošedé. Křídla mají složité vzory tmavé, bílé, šedé s občasnou žlutou, výrazný je hlavně bílý příčný pruh u báze loketních letek a přilehlých krovek. Duhovky jsou černohnědé. Oční kroužek je úzký, šedočerný. Nohy jsou tmavě červenohnědé až šedočerné.
Samice jsou výrazně světlejší než samci. Většina jejich opeřené je olivově hnědá s bledší spodinou. Bílé chomáčky peří za očima jsou přítomny, avšak jsou natolik malé, že jsou v terénu prakticky nepostřehnutelné. Samice nemají žlutý limec. Žlutá barva je v malé míře přítomna pouze na křídlech, avšak je mnohem bledší než u samců. Bílý pruh u báze loketních letek a jejich krovek je přítomen. Nedospělí jedinci silně připomínají samice, jejich rozlišovacím znakem bývá bledší a menší pruh na křídlech (u samic jasně bílý a velký) a horní část těla bývá mírně tmavší, zobák bledší a u báze žlutohnědý či naoranžovělý.

## Biologie

### Chování

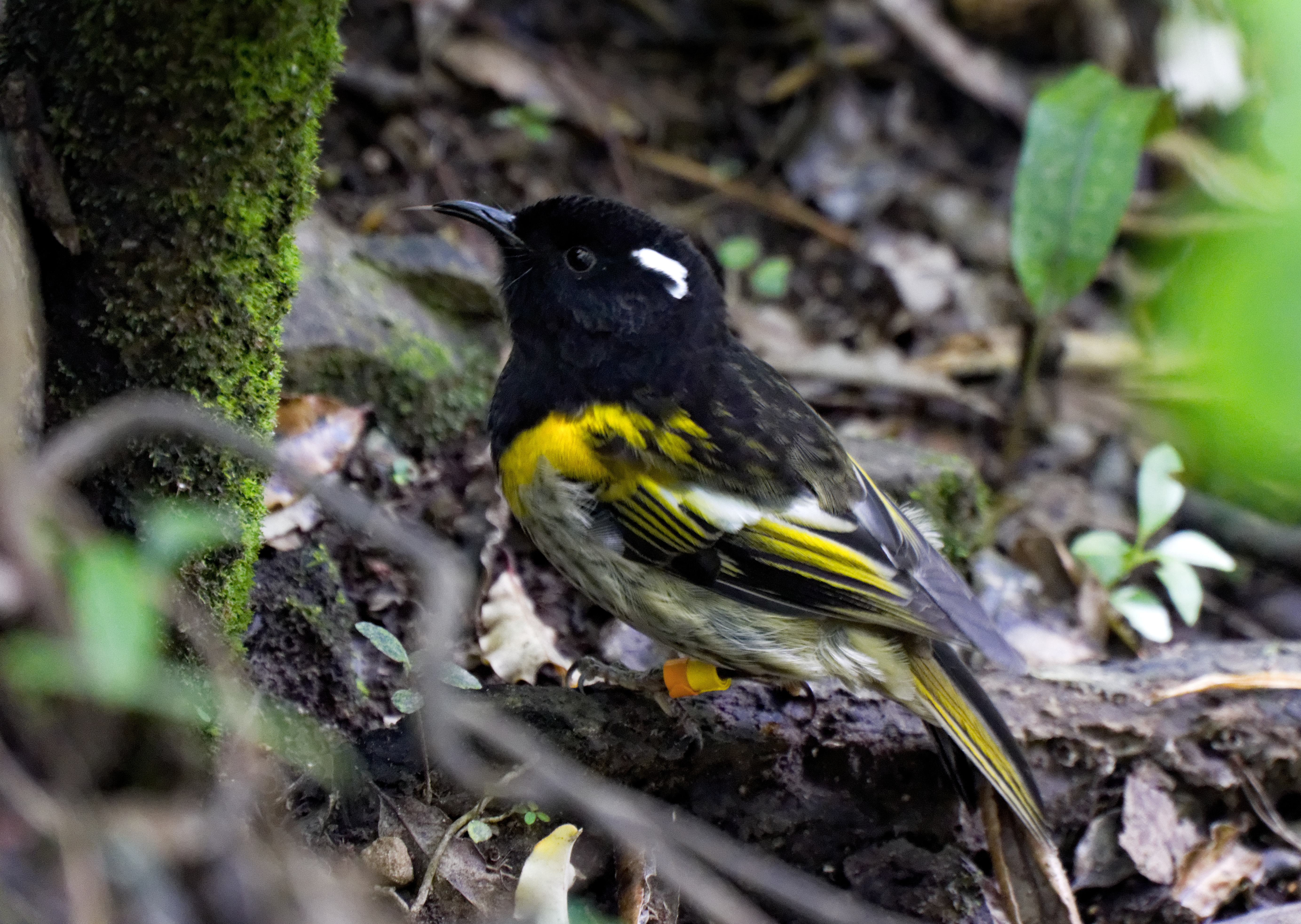
Samec s vytaženým jazykem

Jedná se o lesní druh opeřence, který vyhledává statné, rozlehlé lesy s dostatečným množstvím stromových dutin vhodných k zahnízdění. Na lidi někdy reaguje zvídavě a může se k nim přiblížit na bezprostřední vzdálenost za neustálého vydávání varovného štěbetání. I tak často není snadné medosavky hvízdavé ve volné přírodě zahlédnout, protože jejich štěbetání bývá vysoko položené a jejich pohyb bývá těkavý, kdy se rychle pohybují z místa na místo. Medosavky hvízdavé vedou komplexní sociální život protkaný komplikovanými sociálními interakcemi, které se odráží i ve složitém rozmnožovacím systému. Může se dožít alespoň 9 let.
Samci vydávají hlasité teritoriální pisklavé uí-e-uí nebo sí-i-ip, kterým se projevují u hnízda a na potravních stanovištích. Tyto klikací zvuky připomínají zvuky šicího stroje (odtud anglický název stitchbird, z anglického stitch = „steh“, a bird = „pták“). Při vyrušení nebo v případě potenciální hrozby vydávají samci i samice různé hlasité varovné zvuky, mj. jen, jen, jen.

### Potrava
Živí se nektarem, ovocem a bezobratlými živočichy. Při shánění potravy medosavky běžně urazí i několik kilometrů mezi potravními zdroji. Přesné složení jídelníčku závisí na ročním období. U zdrojů potravy jsou typicky podřízení dominantnímu tuimu zpěvnému a medosavce novozélandské.

### Rozmnožování

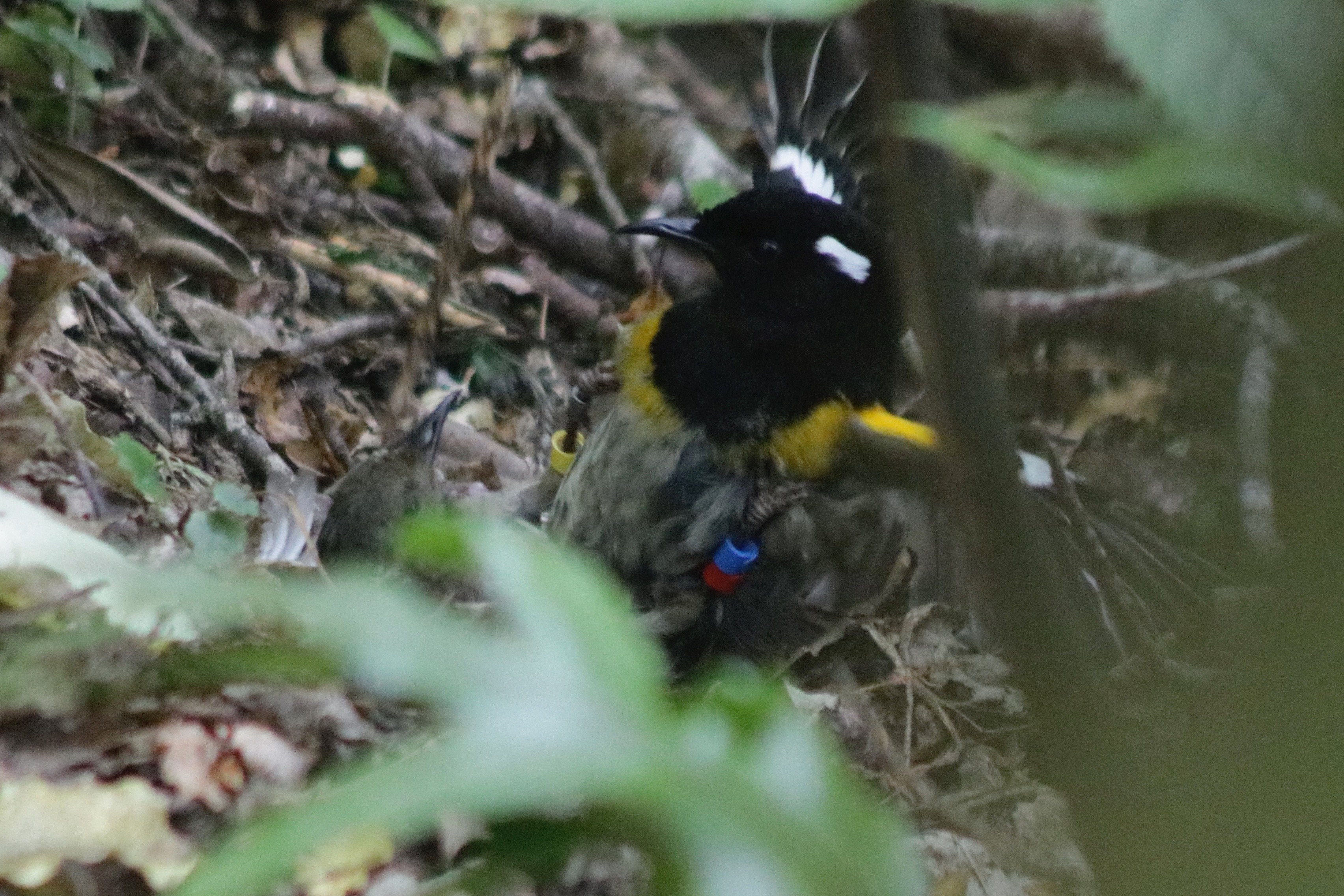
Snímek zachycující pár medosavek hvízdavých při kopulaci tváří v tvář se samcem nahoře

Rozmnožovací systém medosavek hvízdavých je značně komplikovaný. Na Malém bariérovém ostrově vykazuje prvky monogamie, nicméně na ostrově Kapiti byly pozorovány různé formy polygamie, jako je polygynie (jeden samec má více samic), polyandrie (jedna samice má více samců) i polygynandrie (samec i samice má vícero partnerů). Polygynandrie je přitom u pěvců velmi vzácná a byla zaznamenána pouze u několika jiných druhů. V takovýchto polygamních systémech nastává velká kompetice mezi samci o samice a medosavky hvízdavé nejsou výjimkou. Samčí kompetici odpovídají i některé anatomické znaky samců, jako jsou abnormálně zvětšená varlata, která zaujímají kolem 4,2 % tělesné váhy (což je zhruba 4× více nad očekávanou velikost pro takto malého ptáka), kloakální výrůstek je abnormálně zvětšený (3× větší nad očekávanou velikosti) a počet spermií je vysoce nadprůměrný.
Kopulace probíhá buď klasicky zezadu, kdy je samec natočený směrem ke hřbetu samice, nebo zepředu v pozici připomínající misionářskou pozici, tzn. samice je na zádech a samec nad ní, tváří v tvář. Jedná se o jediné známé ptáky, kteří mohou kopulovat tváří v tvář. Z výsledků terénních pozorování přitom vyplývá, že kopulace tváří v tvář je forma vynuceného pohlavního styku ze strany samců. Předehra páření zezadu (tzn. páření v pozici, v jaké se páří drtivá většina ptačích druhů) zahrnuje hravé plácání hrudí o sebe nebo škrabkání na krku, které probíhají za přívětivého štěbetání a třepotání křídly. Samec má při těchto předehrách zvednutý ocas a ztopořené bílé chomáčky peří za očima. Naproti tomu kopulaci tváří v tvář předchází intenzivní honička mezi samcem a samicí, během které samice vydává zvuky, jako by volala o pomoc. Honička často končí násilným položením samice na záda a následným pohlavním stykem tváří v tvář. Tento typ kopulace bývá mimopárový, tzn. samec už má jinde partnerku, se kterou hnízdí. Na ostrově Tiritiri Matangi, kde je většina populace medosavek hvízdavých samčí, bylo dokonce pozorováno, jak samec přinutil ke kopulaci tváří v tvář nedospělé jedince i dospělé samce. Je možné, že se jedná o způsob vyjádření dominance. Hnízdní teritoria párů se pohybují kolem 0,5–1 ha. V případě více partnerek se samec snaží bránit více než jedno hnízdní teritorium. Tato teritoria se časem rozpadnou a samci se začnou potulovat po okolí, kde hledají nové kopulační příležitosti. Samice i samci svá teritoria na zimu opouští a zimní měsíce tráví potulováním po okolí v hejnech s ptáky téhož druhu, občas se mísí i s jinými druhy.

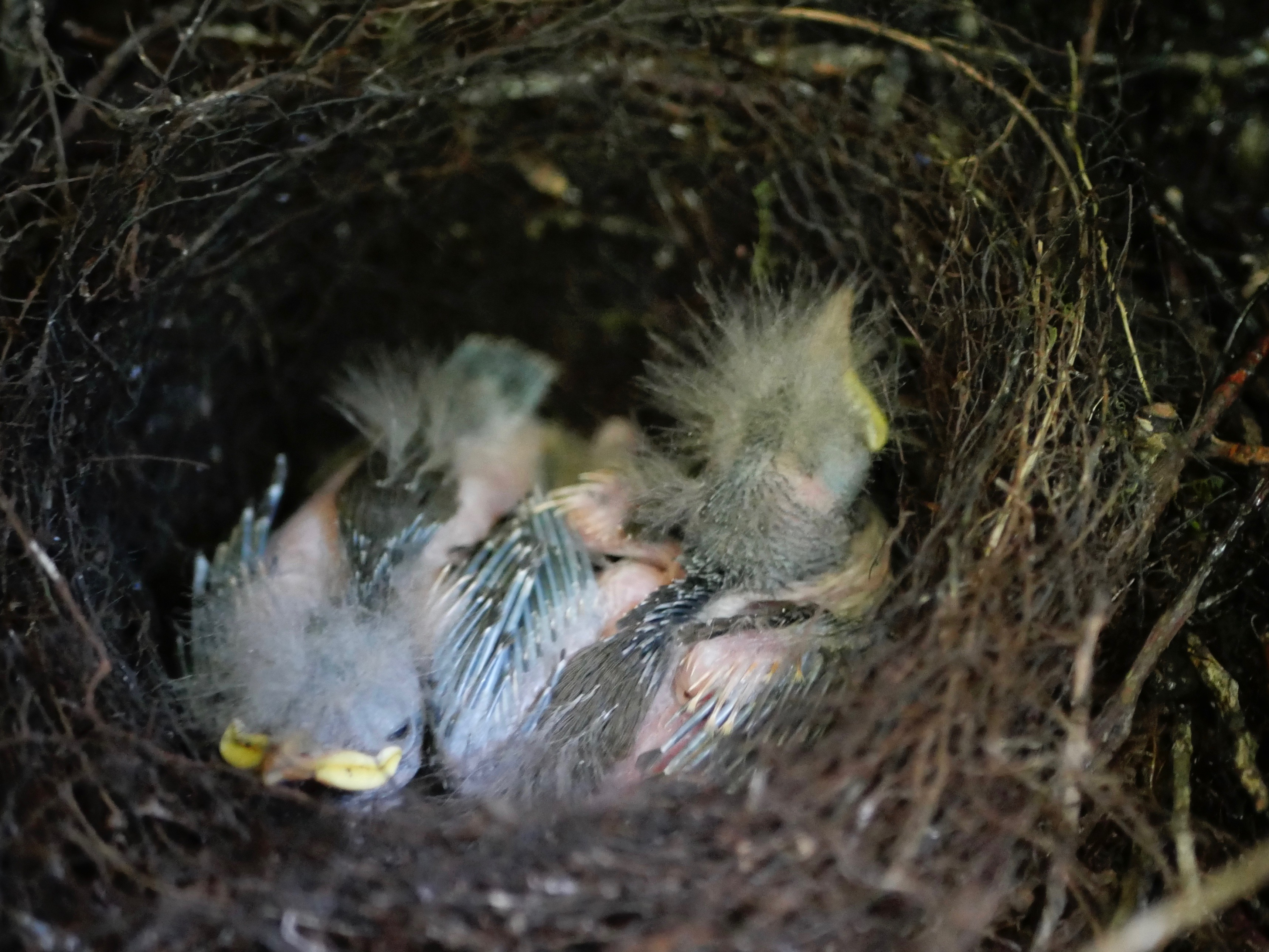
Hnízdo s ptáčaty

Hnízdní sezóna medosavek hvízdavých nastává na jaře a v létě. Hnízdí vysoko ve stromovém baldachýnu v dutinách vzrostlých stromů. V případě nedostatku vhodných hnízdních stanovišť zahnízdí i v dalších vhodných skulinách včetně ptačích budek, které jsou poskytovány některým translokovaným populacím. Konkrétní druh stromu závisí na lokaci, patří k nim zástupci rodu železnec (např. železnec ztepilý), dále stromy Vitex lucens, Beilschmiedia tawa, Laurelia novae-zelandiae, Weinmannia racemosa nebo Elaeocarpus dentatus. Hnízda si staví na úrovni vchodu nebo dokonce nad jeho úrovní (pokud se např. v dutině již nachází jiné ptačí hnízdo, medosavky hvízdavé si na něm postaví hnízdo nové). Hnízdo má miskovitý tvar a je postaveno na talířovité platformě z chrastí. Stavebním materiálem hnízda bývají oddenky stromových kapradin, vystýlku tvoří jemný materiál, jako jsou kapradiny, lišejníky a peří. Ke kladení vajec dochází od září do března. Samice klade 1–6, nejčastěji 4 bílá vejce o rozměrech 19×15 mm. V případě selhání snůšky medosavky rychle znovu zahnizďují. Maximální zahnizďují 4× ročně, avšak maximálně vychovávají mláďata ze 2 snůšek za rok. S každým dalším hnízdním pokusem klesá průměrná velikost snůšky. Samice inkubuje po dobu kolem 16 dní. Na krmení ptáčat se podílí oba rodiče. Mláďata se osamostatňují ve věku kolem 4 týdnů (±1 týden).

## Ohrožení

### Odvrácení vyhynutí

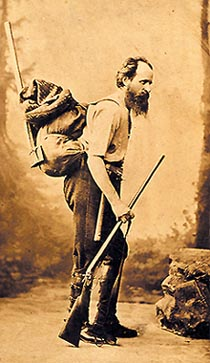
Andreas Reischek, který postřílel na Malém bariérovém ostrově část zbývající populace medosavek hvízdavých

Medosavka hvízdavá byla ještě v době příchodu Evropanů (konec 18. století) hojně rozšířena po většině Severního ostrova včetně ostrova Kapiti, Velkého bariérového i Malého bariérového ostrova. Do 70. let 19. století však nastal kolaps populace a medosavky hvízdavé se velmi rychle vytratily z drtivé většiny svého původního areálu výskytu. Důvody pro náhlý populační úbytek nejsou zcela zřejmé a v odborné literatuře se objevuje hned několik hypotéz. K těm patří rozšíření nemoci, destrukce habitatu (zejména fragmentace lesů), rozšíření krys obecných, nebo všechny tyto příčiny najednou. Krysy obecné jsou dovednými šplhavci po stromech. Tito hlodavci byli na Nový Zéland dovlečeni až na evropských lodích a doba jejich explozivního rozšíření po Severním ostrově odpovídá době vymizení medosavek hvízdavých. V roce 1883 byl v pohoří Tararua pozorován poslední exemplář medosavky hvízdavé na novozélandské pevnině.
Poslední známá populace zůstala pouze na Malém bariérovém ostrově, který má rozlohu pouhých 28 km2. Rakouský cestovatel a ornitolog Andreas Reischek proto tento ostrov mezi lety 1880–1886 hned 3× navštívil, aby získal exempláře druhu, které poté prodával sběratelům a muzeím. Reischek během svých návštěv odstřelil kolem 150 medosavek hvízdavých s zároveň začal šířit zvěsti, že tito ptáci jsou na ostrově extrémně vzácní. Jedním z Reischekových zákazníků byl i Walter Buller, nejvýznamnější novozélandský ornitolog 19. století. Buller ve 2. vydání své knihy A History of The Birds of New Zealand (vydáno 1887–1888) napsal, že medosavka hvízdavá představuje nejvzácnějšího novozélandského ptáka, což bylo patrně silně ovlivněno výpovědmi Reischeka. Vzhledem k vysokému počtu zastřelených ptáků Reischkem i výpovědím některých jiných dobových návštěvníků Malého bariérového ostrova o tom, že medosavky hvízdavé jsou na ostrově běžným druhem, se zdá, že Reischek tvrzení o extrémní vzácnosti druhu zveličoval, aby tak uměle nafoukl tržní cenu medosavčiných kůží, kterých měl v zásobě nebývalé množství.
V roce 1894 došlo na Malém bariérovém ostrově k založení přírodní rezervace, což ukončilo neregulovaný odstřel tamějších ptáků pro sběratelské potřeby. Tento krok medosavku hvízdavou zachránil před vyhynutím. Kolem roku 1870 byly na ostrov introdukovány kočky domácí, které tam rychle zdivočely a zavinily lokální vyhynutí hned několika ptačích druhů. Medosavky hvízdavé však dokázaly přežít i v přítomnosti koček. Populace medosavek v průběhu 20. století kolísaly od několika set jedinců k několika tisícům. V roce 1980 byly kočky na ostrově vyhubeny, což výrazně přispělo k zotavení místních ptačích populací. V roce 2004 byly z ostrova vyhubeny i krysy ostrovní, což opět dopomohlo k zotavení některým ptačím druhů i původního habitatu.

### Reintrodukční programy

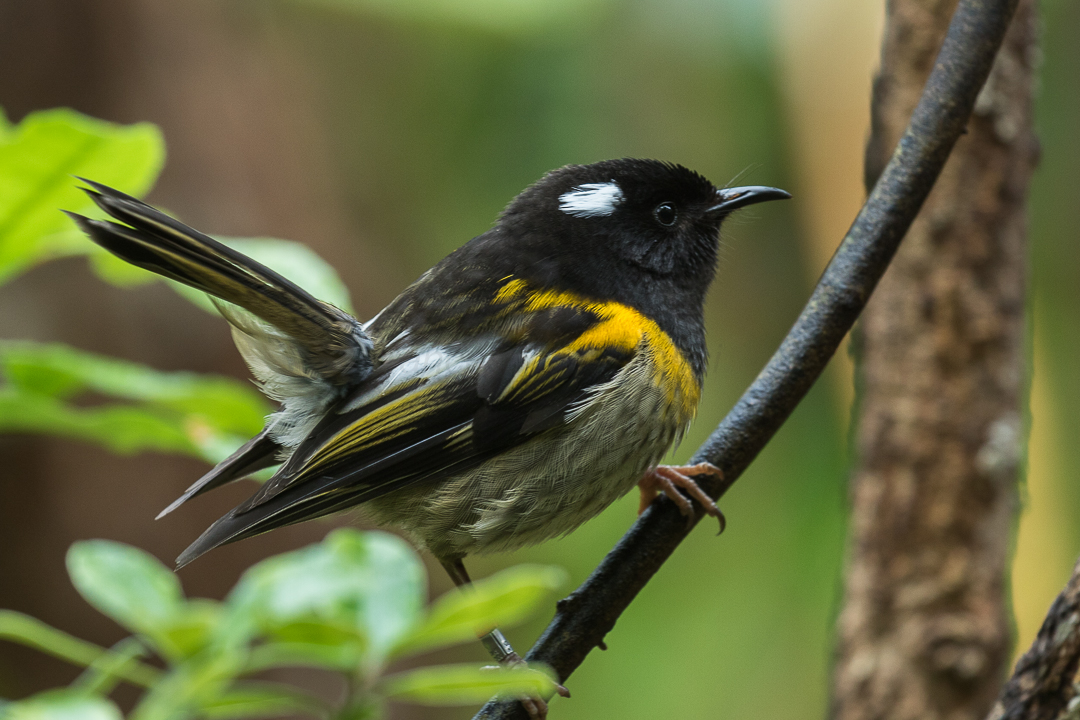
Medosavka hvízdavá v rezervaci Zealandia

Jedním z klíčových nástrojů ochrany a managementu ptačích druhů v ostrovních systémech, jako je Nový Zéland jsou reintrodukční (přemístění druhu do míst, kde se původně vyskytoval) nebo obecně translokační (tzn. i přemístění na nové lokace) programy. U medosavek hnízdavých začalo docházet k prvním translokacím již v 80. letech 20. století v době, kdy nebyla vyvinuta dostatečně kvalitní metodika těchto náročných operací. První translokace se uskutečnily na ostrovy Hen (1980, 1981) a Cuvier (1982, 1985), nicméně skončily neúspěchem. Hlavní příčina vězela hlavně v nedostatečném managementu vypuštěných populací. Při translokacích v následujících letech se proto začalo hlavně s přikrmováním ptáků, poskytováním ptačích budek a kontrolou přemnožených roztočů v těchto budkách. I díky poměrně intenzivním výzkumům biologie druhu zaznamenala většina následných translokací úspěch a populace medosavek hvízdavých byly úspěšně založeny na ostrově Kapiti (1983–84, 1990–92, 2002), Tiritiri Matangi (1995–96, 2001, 2010), v rezervacích Zealandia ve Wellingtonu (2005–06, 2008, 2010), Maungatautari ve Waikato (2009–11), Bushy Park v Manawatū-Whanganui (2013), Rotokare v Taranaki (2017–18) a Shakespeare severně od Aucklandu (2020). I přes zlepšení managementu přesunů se nezdařily přesuny na ostrov Mokoia (1994) a do pohoří Waitakere (2007–08). Všechny tyto lokace jsou buďto přímo na Severním ostrově nebo se jedná o ostrůvky v jeho těsné blízkosti.

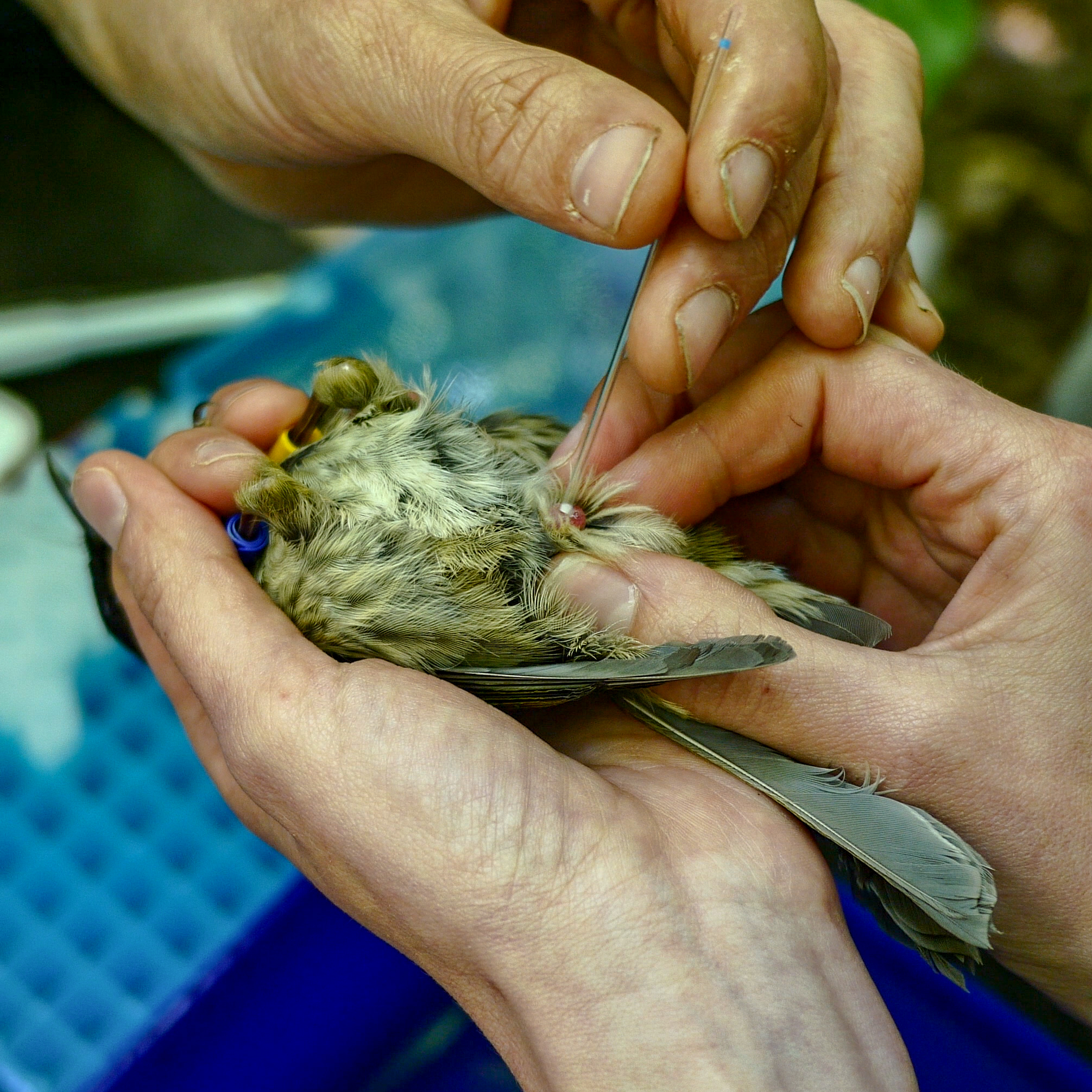
Vědecký výzkum patří ke klíčovým nástrojům ochrany medosavky hvízdavé (na fotografii vědec při odebírání spermatu samce)

Hlavním problémem těchto nově založených populací zůstává, že nejsou soběstačné a k jejich udržení je potřeba aktivního managementu ze strany ochránců přírody, zejména poskytování příkrmů. Na ostrově Mokoia bylo vypozorováno, že bez doplňkové stravy poskytované lidmi nastává snižování velikosti snůšek, mladé samice nezahnízdí v takových počtech a dochází ke sníženému počtu vyvedených mláďat. Tyto tři faktory dohromady ve výsledku znamenají, že populace na ostrově Mokoia není soběstačná a bez doplňkové stravy dojde k jejímu vymření, jak se to stalo u některých jiných translokovaných populací. Důvodem nutnosti přikrmování je patrně to, že medosavky hvízdavé jsou lesní ptáci specializovaní na starší, rozlehlé, vzrostlé pralesy s dostatečnou diverzitou plodo- a nektaronosných rostlin, přičemž na ostrovech a v rezervacích se nachází hlavně rozlohou malé, mladší obnovující se lesy. Přikrmování je sice náročné na lidské zdroje, avšak poskytuje alespoň prozatímní nástroj, jak druh udržet na živu ve více populacích, než se stavy invazivních predátorů v rozlehlých pralesích Severního ostrova sníží natolik, že medosavky hvízdavé budou schopny v těchto lesích přežít. K nesamostatnosti translokovaných populací patrně přispívá i kompetice o potravní zdroje s tui zpěvným a medosavkou novozélandskou.

### Novodobé ohrožení
Novodobý problém druhu představují především introdukované invazivní druhy savců, proti kterým nemají medosavky vyvinuty antipredační strategie. Tito savci zabraňují medosavkám hvízdavým ve znovuosídlení Severního ostrova a výskyt medosavek je tak omezen na ostrůvky, kde se tito predátoři nenachází, nebo na oplocené rezervace bez predátorů (případně rezervace s intenzivním odchytem predátorů). Jediná soběstačná populace se nachází pouze na Malém bezbariérovém ostrově. V případě nenadálé události (např. náhlá invaze predátora nebo dovlečení nemoci na lodích), hrozí, že se druh rychle dostane na pokraj vyhynutí. Proto Mezinárodní svaz ochrany přírody druh hodnotí jako zranitelný. U malých přemístěných populací navíc hrozí, že i při menším poklesu populace začne docházet k inbrední depresi. Na Tiritiri Matangi v roce 2005 zemřelo hned několik medosavek hvízdavých na následky infekce salmonellou Salmonella enterica.

## Vztah k lidem
Peří medosavek hvízdavých bylo kdysi vysoce ceněno domorodými Maory. Žlutá peříčka z náprsenky byla používána ke zdobení těch nejvzácnějších ceremoniálních plášťů zvaných kahu-hihi. Jedna z maorských legend vypráví, že šprýmař Māui, který vystupuje v řadě polynéských legend, jednoho dne dostal žízeň a požádal medosavkou hvízdavou, aby mu zaletěla pro vodu. Medosavka však odmítla, a Māui s ní mrštil do ohně, čím se část peří zbarvila do žluta a část se spálila do černa.
Ještě v 90. letech 20. století tento druh byl jen velmi málo prostudován, protože přístup na Malý bariérový ostrov je poměrně přísně střežen Ministerstvem památkové péče. Translokační programy však doprovázely četné vědecké studie, díky kterým se medosavky hvízdavé zařadily mezi dobře prostudované novozélandské ptačí endemity.